# 瀬川晃
瀬川 晃（せがわ あきら、1947年7月20日 - ）は、日本の法学者。同志社大学教授。専門は刑事学。学位は、博士（法学）（同志社大学・1992年）。大谷實の直弟子にあたる。

## 略歴

### 学歴
- 1970年 - 同志社大学法学部卒業。
- 1972年 - 同志社大学大学院法学研究科修士課程修了。
- 1976年 - 京都大学大学院法学研究科博士課程単位取得満期退学。

### 職歴
- ケンブリッジ大学犯罪学研究所客員研究員（1991年 - 1992年）
- 法務省司法試験考査委員（刑事政策）（1993年 - 1998年）
- 法務省法制審議会少年法部会委員（1998年）
- 法務省法制審議会刑事法部会委員（1999年 - 2000年、犯罪被害者保護法）
- 法務省行刑改革推進委員会顧問
- 2004年10月に再び法務省法制審議会少年法（触法少年事件・保護処分関係）部会委員に就任した。
- 2005年からは「更生保護のあり方を考える有識者会議」の委員を務める。